# Başyayla (district)
Başyayla is een Turks district in de provincie Karaman en telt 5.465 inwoners (2007). Het district heeft een oppervlakte van 374,2 km². Hoofdplaats is Başyayla.
De bevolkingsontwikkeling van het district is weergegeven in onderstaande tabel.
| 1997  | 2000  | 2007  |
| ----- | ----- | ----- |
| 7.277 | 8.155 | 5.465 |